# Angelica Ross
Angelica Ross és una empresària, actriu i activista estatunidenca pels drets transgènere. És fundadora i CEO de Transtech Social Enterprises, una empresa que ajuda a donar feina a les persones trans.

## Primers anys
Ross, una dona trans, assegura que se sent dona des de molt jove. El 1998, amb 17 anys, va declarar-se homosexual a la seva mare, una cristiana evangèlica. "Em va dir que hauria de suïcidar-me o que ho faria ella perquè no podia tenir algú com jo com el seu fill", afirma. Ross va plantejar-se acabar amb la seva pròpia vida i va prendre una sobredosi de medicaments, però va sobreviure.
Ross va escapar de casa i es va unir a la Marina dels Estats Units d'Amèrica. Sis mesos més tard, va sol·licitar i va rebre una llicència "no caracteritzada" sota la política de "Don't ask, don't tell" vigent en aquell moment, després d'haver estat assetjada per homes allistats que la van coaccionar a dir que era homosexual. Ross va tornar a casa i es va fer amiga d'una drag queen que la va ajudar a començar la seva transició de gènere. Els seus pares, llavors, la van expulsar de casa.

## Carrera
Ross es va traslladar a Hollywood (Florida) i va treballar com a model i prostituta fins a 2003. Va crear una empresa de desenvolupament web i disseny gràfic, i va començar a anar a classes d'actuació. Més tard, es va traslladar a Chicago per convertir-se en coordinadora d'ocupació del Trans Life Center.
Ross va fundar TransTech Social Enterprises a Chicago el 2014. Aquesta organització sense ànim de lucre forma i contracta persones transgènere i altres treballadors. Melissa Harris-Perry va atreure l'atenció sobre l'empresa el 2015 quan va escollir Ross com la primera "Foot Soldier" de l'any. Ross va ser una de les oradores de la Cimera de Tecnologia i Innovació LGBTQ de la Casa Blanca.
El 2016 Ross va començar a actuar a Her Story, una websèrie sobre les dones trans de Los Angeles. La sèrie va ser nominada a un premi Emmy al millor curtmetratge o sèrie dramàtica.
Entre 2018 i 2019, aparegué a les temporades 1 i 2 de la sèrie televisiva Pose, encarnant el personatge de Candy Ferocity.

## Premis i reconeixement
- 2015 – Be Amazing Award, Transgender National Alliance[12]
- 2016 – Trailblazer Award, Black Trans Advocacy Awards[13]
- 2016 – Visibility Award, Human Rights Campaign[14]

## Vida personal
Ross va estar compromesa en una relació, però es van separar perquè el seu promès no volia que els altres sabessin que Ross era transgènere. Ross és budista practicant.